# 流庵
流庵（るあん）は、日本のライトノベル作家である。石川県金沢市出身・在住。

## 概要
2022年8月からカクヨムにて『糸を紡ぐ転生者』の執筆を開始。2022年12月からの第8回カクヨムWeb小説コンテストに応募し、特別賞を受賞し、同作品にてエンターブレインから書籍化。

## 作品一覧
- 『糸を紡ぐ転生者』（イラスト：エナミカツミ、エンターブレイン）
  1. 『糸を紡ぐ転生者』（2024年8月30日、ndl ISBN 9784047378162[3]）
  2. 『糸を紡ぐ転生者2』（2025年5月30日、ndl ISBN 9784047383159[4]）